# Criopreservación

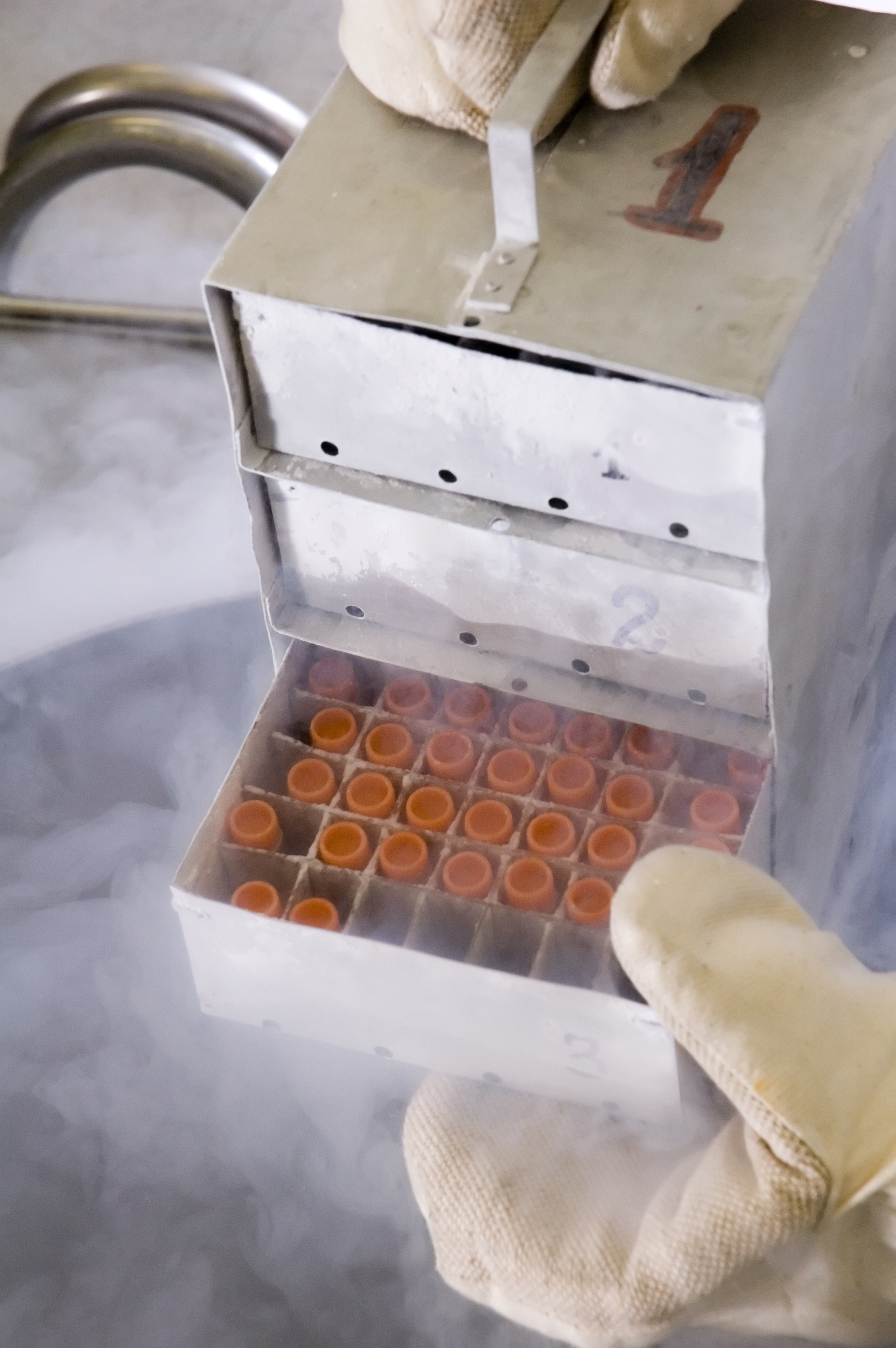
Almacenamiento a baja temperatura (en nitrógeno líquido) con tubos criogénicos, ilustrando la criopreservación de muestras biológicas.

La criopreservación o crioconservación es el proceso en el cual las células o tejidos son congelados a muy bajas temperaturas, generalmente entre -80 °C y -196 °C (el punto de ebullición del nitrógeno líquido) para disminuir las funciones vitales de una célula o un organismo y poderlo mantener en condiciones de vida suspendida por mucho tiempo. A esas temperaturas, cualquier actividad biológica, incluidas las reacciones bioquímicas que producirían la muerte de una célula, quedan efectivamente detenidas. Los métodos de criopreservación buscan alcanzar bajas temperaturas sin causar daños adicionales causados por la formación de hielo durante la congelación. 
La criopreservación tradicional se ha basado en recubrir el material a congelar con una clase de moléculas denominadas crioprotectores. Se investigan constantemente nuevos métodos debido a la toxicidad inherente de muchos crioprotectores. Por defecto, debe considerarse que la criopreservación altera o compromete la estructura y función de las células a menos que se demuestre lo contrario en una población celular particular.

## Elementos de una unidad de criopreservación

### Cámara de congelación
Como su nombre lo indica es la unidad que permite congelar o «criopreservar» la muestra biológica por largo tiempo, preservando al mismo tiempo su viabilidad. Un sistema controlado por computadora controla el grado de congelación del vapor del nitrógeno para evitar el deterioro de la célula por fenómenos osmóticos o por la cristalización del agua.

### Unidad de almacenamiento
Es en donde se almacena la muestra después de que esta ha alcanzado la temperatura deseada. Ya en esta unidad a la muestra se le colocan gradillas adecuadas al volumen y al tipo de muestra.

La criopreservación es útil para las técnicas de reproducción asistida, a las cuales acuden parejas con problemas de fertilidad. Así se congela el semen del donante, con el fin de realizar varios intentos de fecundación del óvulo en el momento más adecuado. 

## Criopreservación en reproducción asistida

### Criopreservación de espermatozoides
Esta criopreservación va a resultar muy interesante a la hora de querer conservar muestras de pacientes que por ejemplo van a someterse a un tratamiento de quimioterapia, que quieren retrasar la paternidad o que quieren someterse a una vasectomía. 
Como vamos a disponer de millones vamos a necesitar estandarizar el método. De esta forma, vamos a encontrar cinco métodos:
1) Método 1: Alicuotar en pequeños volúmenes (menos de 0,5 ml) con un volumen igual de medio de congelación y sumergir en nitrógeno líquido.
2) Método 2: Añadir el crioprotector y mantener 45 minutos a 4 °C previo a sumergir en nitrógeno.
3) Método 3: Incubar a 4 °C y formar gotas sobre un bloque de CO2 sólido.
4) Método 4: Incubar a 4 °C y mantener dos horas en vapores de nitrógeno. De esta forma se simula una rampa suave de congelación.
5) Método 5: Usar un congelador biológico programable.
A pesar de la existencia de cuatro métodos, solo a partir del tercero se van a obtener tasas de supervivencia aceptables, es decir, que sean superiores al 50%.
La solución de congelación será medio estándar de espermatozoide, tampón pH, antibióticos y crioprotectores como el glicerol o la yema de huevo.
Se ha observado que sólo a partir del tercer método se obtienen tasas de supervivencia aceptables que están por encima del 50%. No obstante la supervivencia también va a depender del volumen de congelación y del sistema de envasado utilizado que puede ser mediante pajuelas, criotubos o ampollas.
La descongelación de las muestras se realizará a temperatura ambiente. Además se realizará un lavado con medio de cultivo y una incubación a 37 °C para una recuperación de la movilidad (esto último de forma opcional).

### Criopreservación de embriones
En este caso la supervivencia va a ser más crítica que en la criopreservación de los espermatozoides.
En primer lugar es necesario aclarar unos conceptos clave:
- Su tasa de supervivencia va a ser inferior a la de los espermatozoides.
- Se considera que un embrión ha sobrevivido a la congelación si tiene la mitad o más de sus células con las que se congeló intactas y si tras ponerlo en cultivo se obtiene un embrión en día 3 o día 5-6 de buena calidad.
- Solo se podrá llevar a cabo con un congelador programable y un buen protocolo.
- Cuando un embrión sobrevive intacto sus posibilidades de implantar van a ser las mismas que en fresco.
- En el caso de que tras la congelación el embrión tenga más de la mitad de sus células lisadas, tendrá menos posibilidades de implantar.

La congelación de los embriones se va a llevar a cabo con los embriones sobrantes de un tratamiento de reproducción asistida. De esta forma, las pacientes podrán en un futuro someterse a la transferencia de más embriones o podrán donarlos, tanto para otras parejas como para la investigación.
La criopreservación de embriones en división debe realizarse preferentemente en estados exponenciales de mitosis, es decir, cuando los embriones presentan 2,4,8 células. Esto se debe a que la respuesta de la célula al procedimiento de criopreservación varía durante el ciclo celular. En estados intermedios de clivaje algunas células se pueden encontrar en distintas etapas de división, incluso con el huso mitótico ensamblado. De modo que es posible provocar daños a nivel cromosómico puesto que las bajas temperaturas afectan a dicho uso. 
La solución empleada en la congelación consta de un crioprotector llamado PROH, el cual está preparado en buffer fosfato alcalino (PBS) suplementado con un 20% de proteína y sacarosa.
Habitualmente la tase de supervivencia por embrión está entre el 50 y el 70%. Pero cada estadio embrionario presenta sus características propias. En los siguientes puntos se describen sus tasas de supervivencia particulares y los componentes principales de sus medios de congelación:
- Zigotos: 95% --> PrOH + sacarosa
- Embrión en día 2: 75% --> PrOH + sacarosa
- Embrión en día 3: 60% --> PrOH + sacarosa
- Embrión en día 5-6: < 50% --> Glicerol + sacarosa

- Aun así hay cohortes completas de embriones que no sobreviven a la descongelación sin explicación apararente en un 10% de las descongelaciones.

### Criopreservación de ovocitos
Los ovocitos, de los elementos implicados en la reproducción asistida, es el material más sensible a la criopreservación. Este hecho se debe probablemente a que su placa metafásica es muy sensible.

Los ovocitos sobreviven poco y mal a la congelación, siendo la tasa de gestación por ciclo de descongelación solo del 10%. La tasa de implantación de los embriones conseguidos a partir de ovocitos criopreservados será de un 5% aproximadamente.[cita requerida]

De forma que hacen falta unos 60 ovocitos para lograr una gestación. Estos números dan a conocer y ponen de relieve la gran sensibilidad de los ovocitos a la criopreservación.[cita requerida]
La congelación lenta parece haber llegado a un eficiencia máxima que no es del 100% y que es difícil de aplicar a blastocistos y sobre todo a los ovocitos.
Se ha observado que esta técnica puede presentar algunas consecuencias negativas como alteraciones en la metilación del ADN y la modificación de las histonas. La triple metilación de las lisinas 4 (K4) y 27 (K27) de la histona H3 (H3K4me3 y H3K27me3) está asociada a la activación y represión de genes, respectivamente. Se han observado niveles de metilación para H3K4me3  un 20% más bajos para los ovocitos congelados, mientras que los niveles para H3K27me3 eran más altos en los blastocitos bovinos congelados y descongelados.  La razón que está principalmente aceptada para este fenómeno es el estrés celular, especialmente por el estrés oxidativo.
  En otro estudio, se demostraron la pérdida de metilación de H19/ IGF2 en embriones de ratón cultivados in vitro en comparación con los in vivo, con un efecto mayor en el grupo vitrificado. Los ovocitos de ratón en metafase II que fueron vitrificados y posteriormente descongelados tenían niveles de metilación de H19, Peg 3 y SNPRN disminuidos en comparación con los controles no vitrificados.

### Vitrificación de embriones
La vitrificación es la actual técnica con la que se preserva la fertilidad. A diferencia de la congelación tradicional, esta técnica permite preservar los óvulos sin mermar su calidad. Esto ocurre principalmente debido a la velocidad de enfriamiento, de 23000 °C/min, lo que provoca que el agua en el interior de la célula no tenga tiempo de cristalizarse. El método más habitual es el Cryotop. Se trata de un soporte que consiste en un mango de plástico al que va unida una tira transparente. Puede sostener 4 ovocitos, o 3 embriones en día 3, o 1 blastocisto.
La vitrificación generalmente requiere la adición de crioprotectores, moléculas que permiten un mayor grado de supervivencia celular durante la congelación, al reducir el punto de congelación y proteger la membrana celular de las lesiones causadas por la congelación.
En lugar de cristalizar, la solución almibarada se convierte en un hielo amorfo: se vitrifica. En lugar de un cambio de fase de líquido a sólido por cristalización, se genera el estado amorfo, que es como un «líquido sólido». La transformación está en un pequeño rango de temperatura descrito como la temperatura de «transición vítrea».

#### Sistemas de vitrificación.
Existen dos tipos de sistemas de vitrificación:
- Sistema de vitrificación abierto: expone la muestra directamente al medio ambiente.
- Sistema de vitrificación cerrado: los dispositivos cerrados protegen la muestra de la posible transmisión de enfermedades desde el medio ambiente. Especialmente, se utiliza para almacenar muestras de riesgo biológico, contaminadas por VIH o hepatitis.